# 矢瀬遺跡

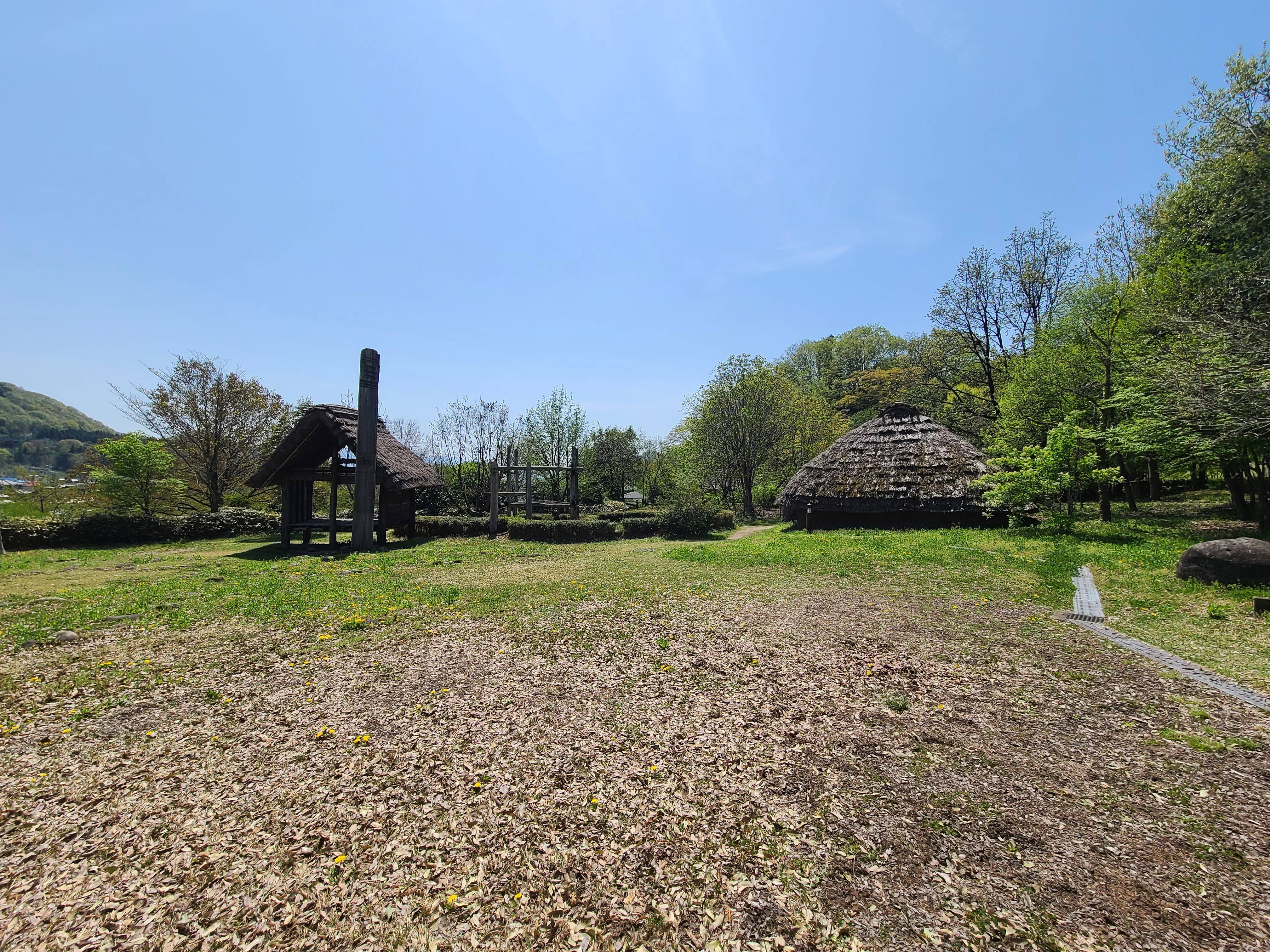
矢瀬遺跡

矢瀬遺跡（やぜいせき）は、群馬県利根郡みなかみ町にある縄文時代後期から晩期の遺跡。国の史跡に指定されている。

## 概要
利根川沿いの河岸段丘の上にある。1992年（平成4年）から3年間にわたって発掘調査が実施され、日本で最初の出土例となった四隅袖付炉を持つ建物を含む22棟の竪穴建物跡群からなる居住域、敷石・立石列や水場・水路を持つ共同作業場、110基近い配石墓群が集まる墓域、直径50センチメートル前後の巨木を半切して並べた巨木柱列（関東地方では初の出土例）とその内側に3つの立石からなる石組の祭壇をしつらえた祭祀場が近接して発見された。建物・作業場・墓地・祭祀空間という縄文時代の集落遺跡の特徴を示す区域が狭い範囲から分かりやすい形で発掘されたこと、加えて水場近くに散乱したトチ・クルミなどの木の実、祭祀場・墓地・居住域から出土した石冠・土偶・管玉・勾玉、その他土器や石鏃など、縄文時代の集落の再現を容易とする構造であることが注目されている。
遺跡を含む一帯は道の駅月夜野矢瀬親水公園として整備されている。また、出土品はみなかみ町月夜野郷土歴史資料館にて展示されている。

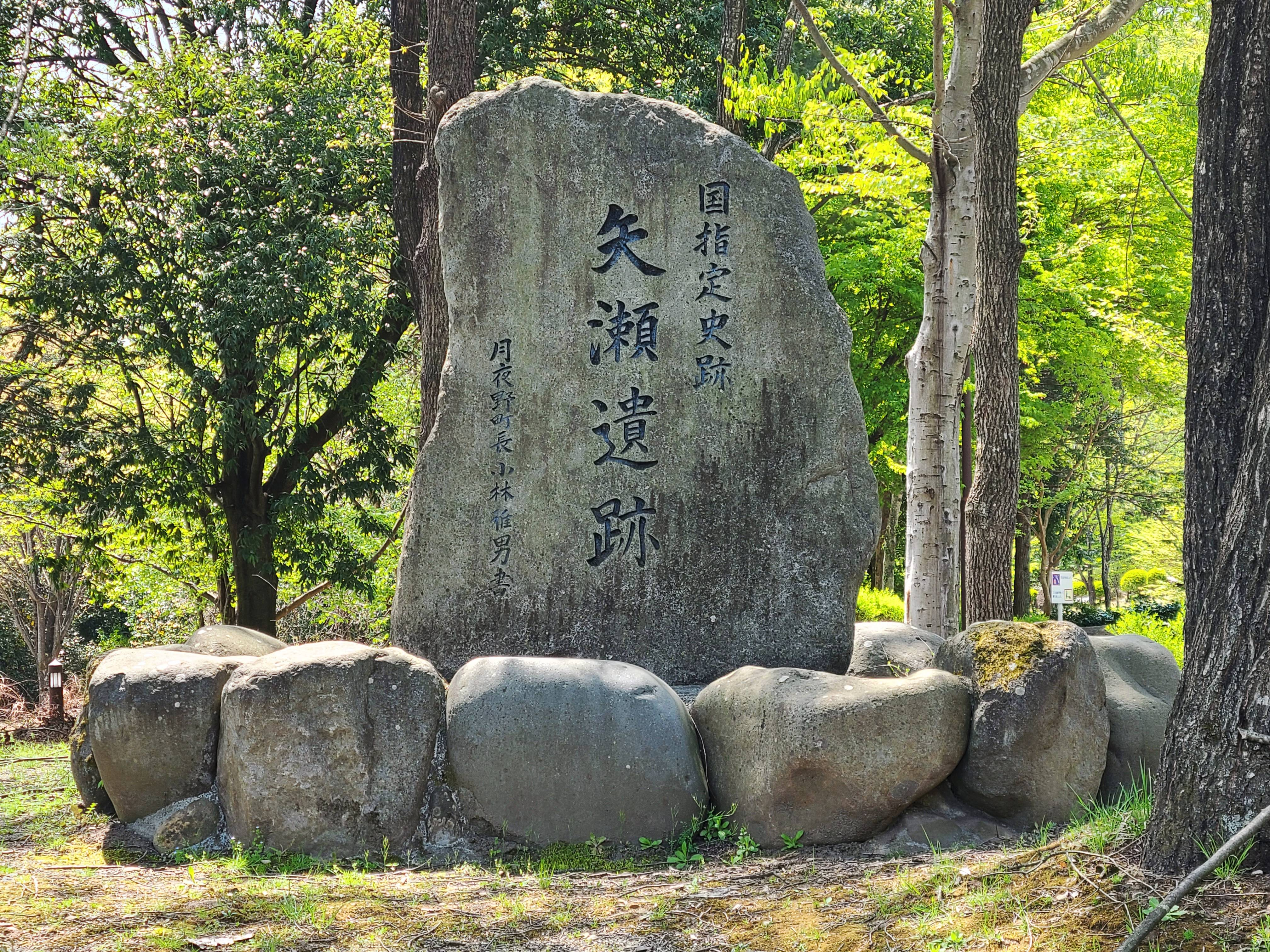
石碑（書：小林雅男）
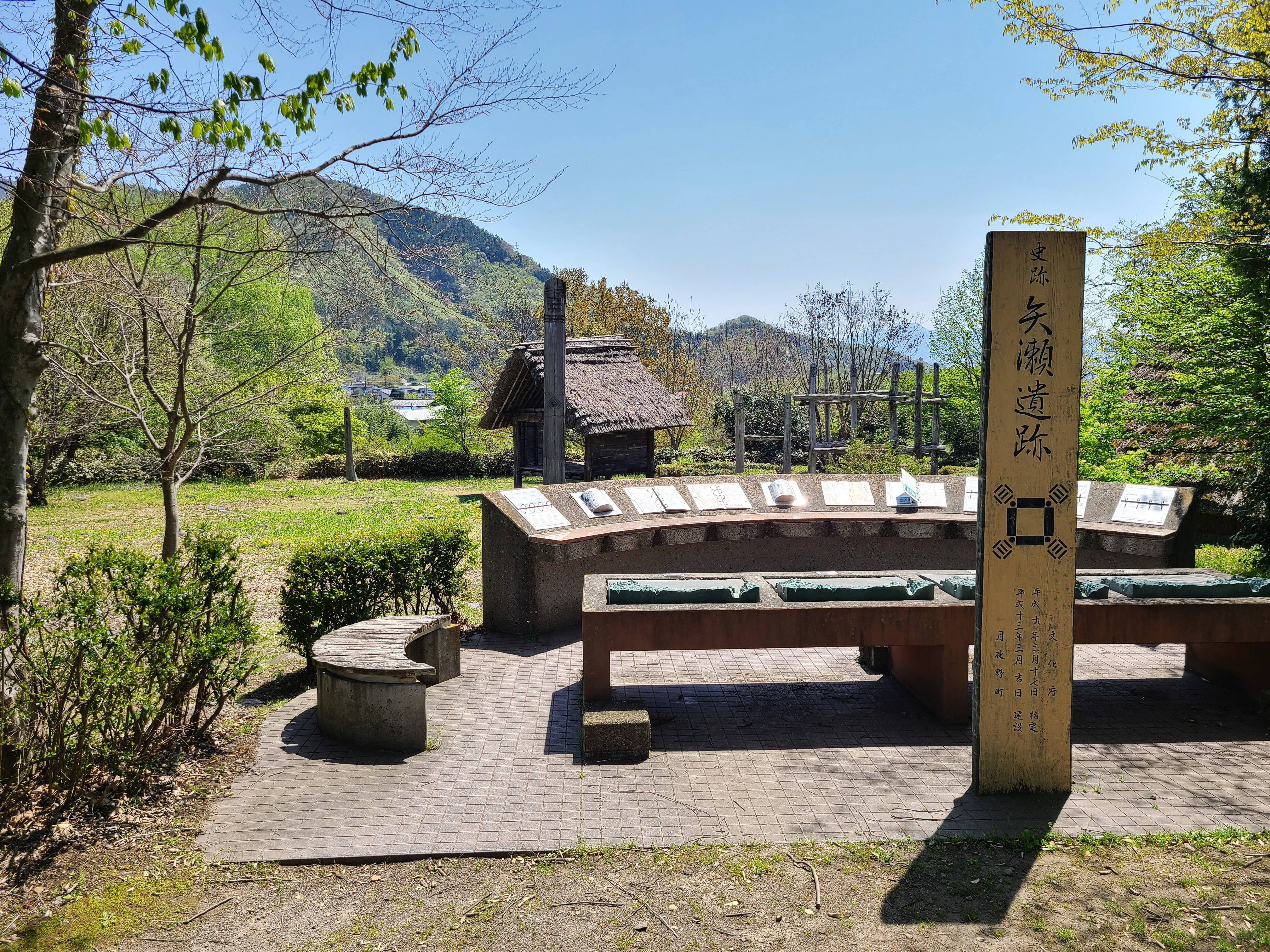
総合案内施設
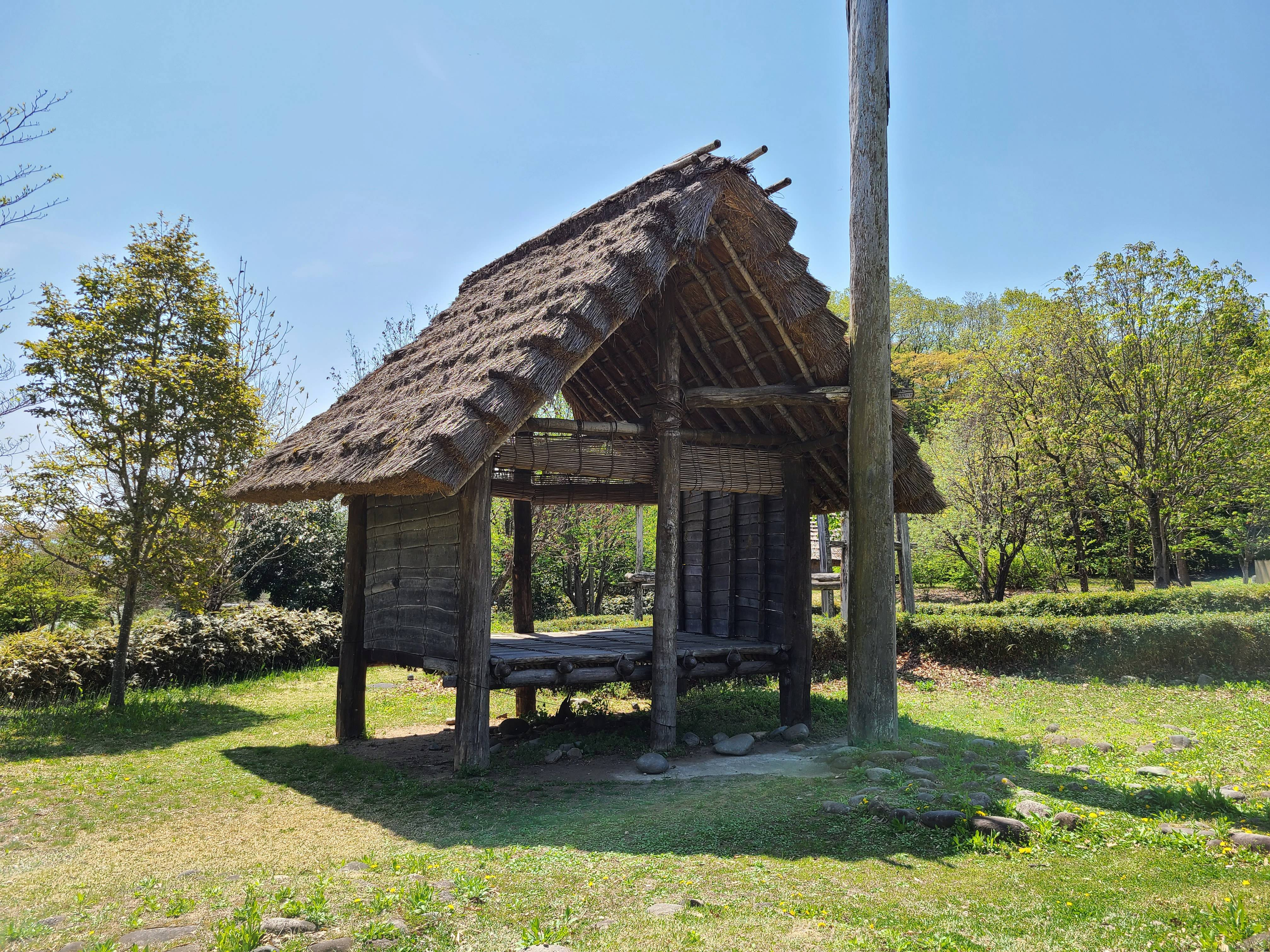
高床建物（復元）
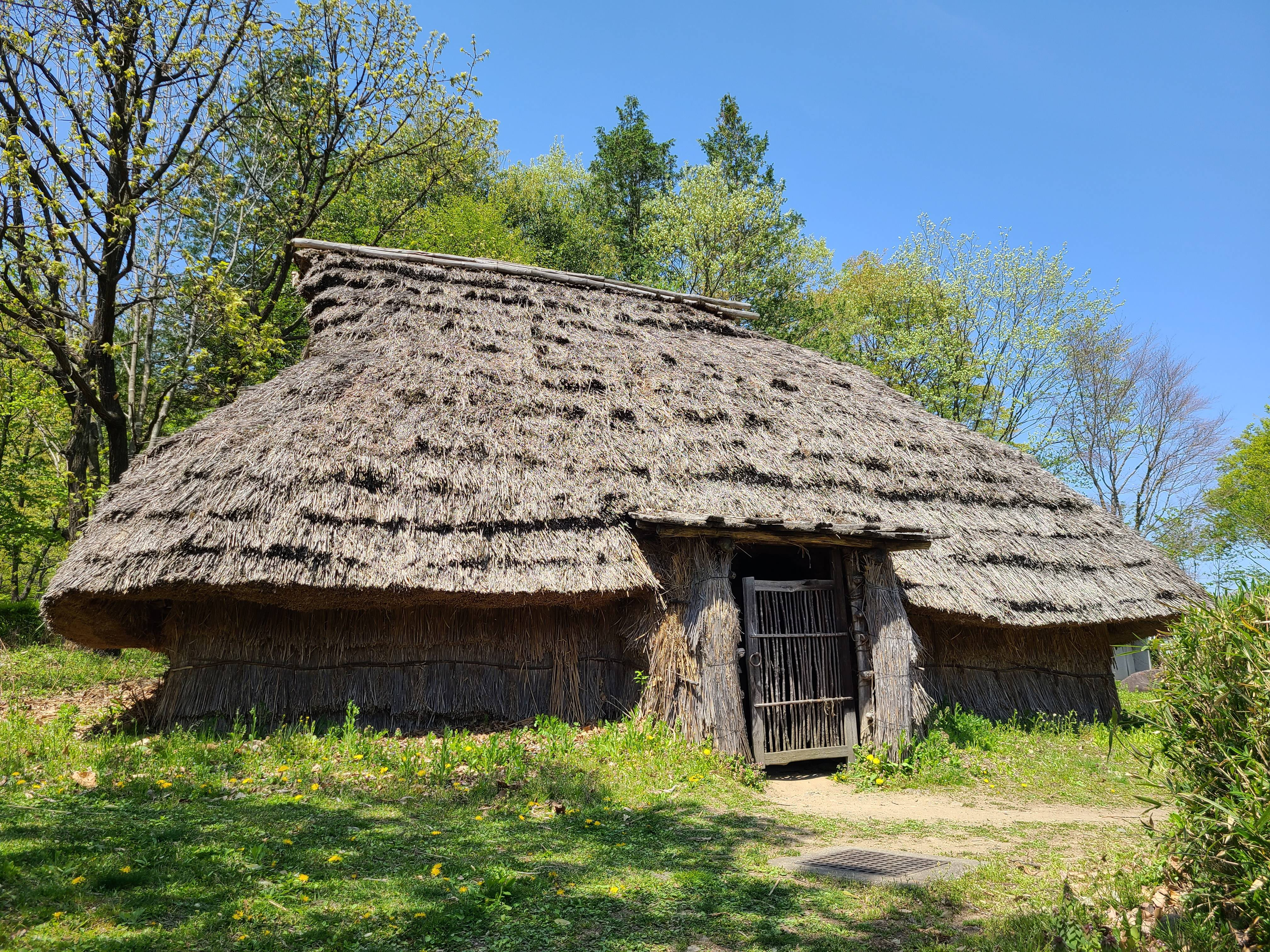
1号住居（復元住居）
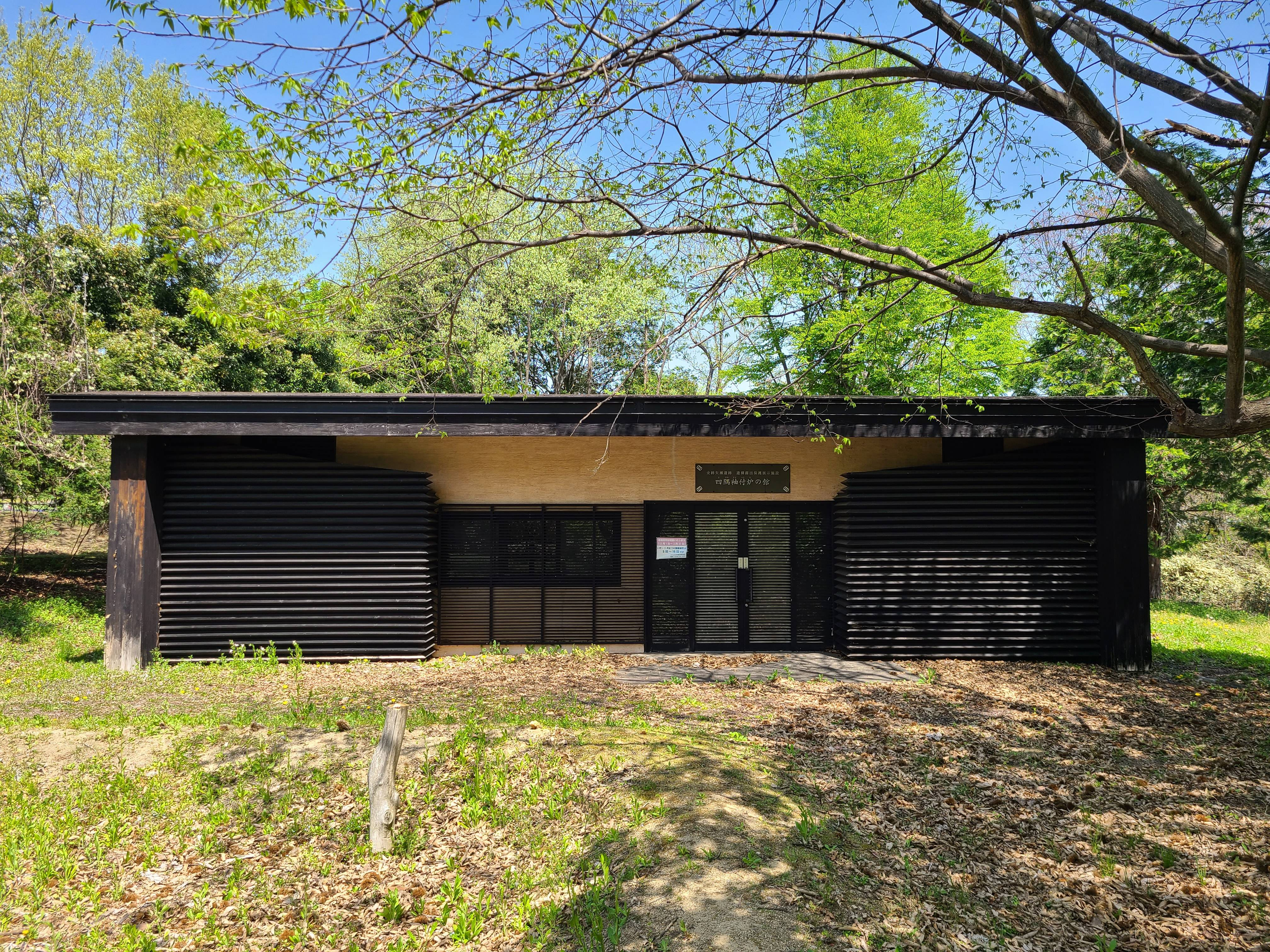
遺構露出保護展示施設「四隅袖付炉の館」
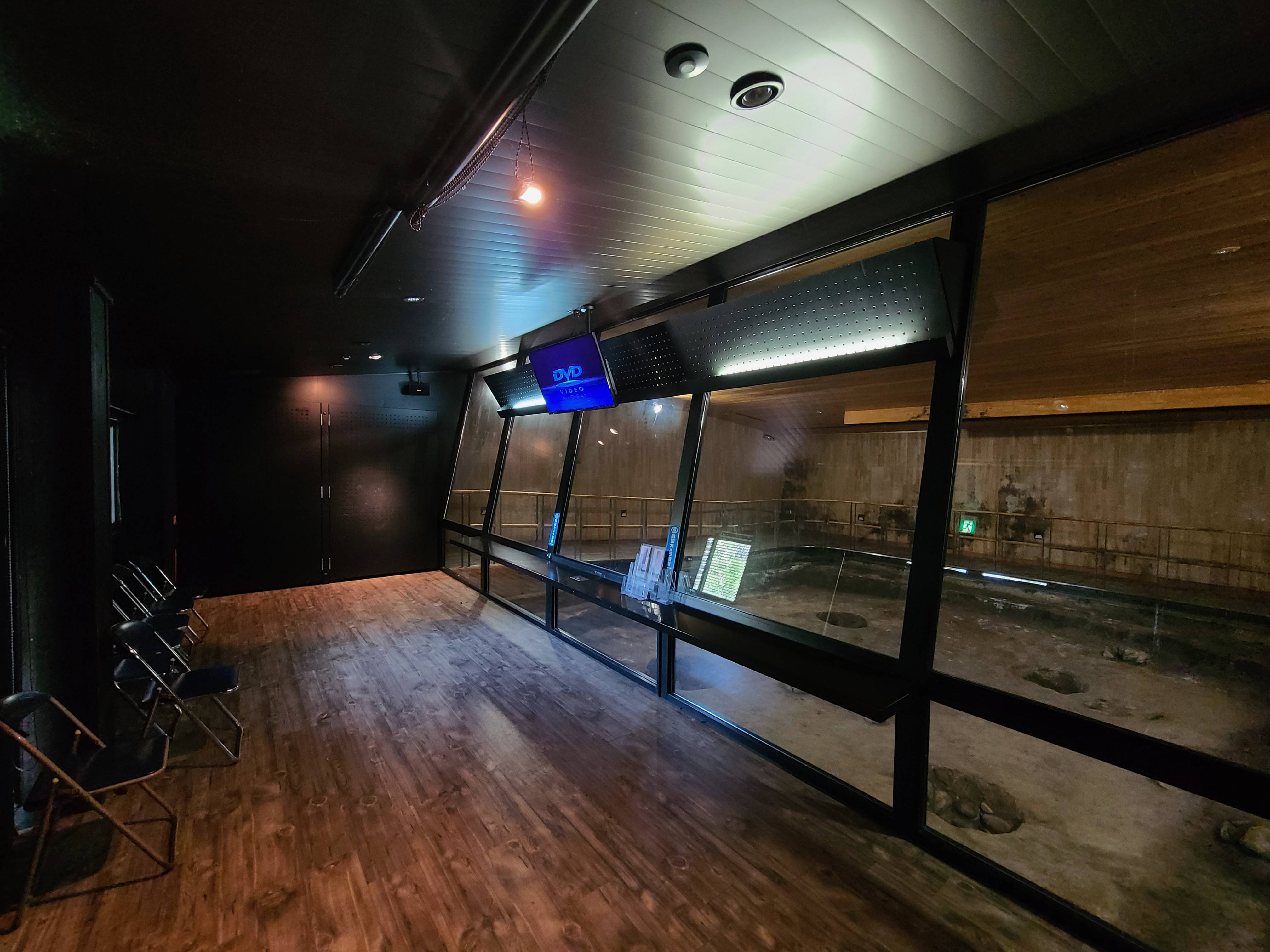
館内
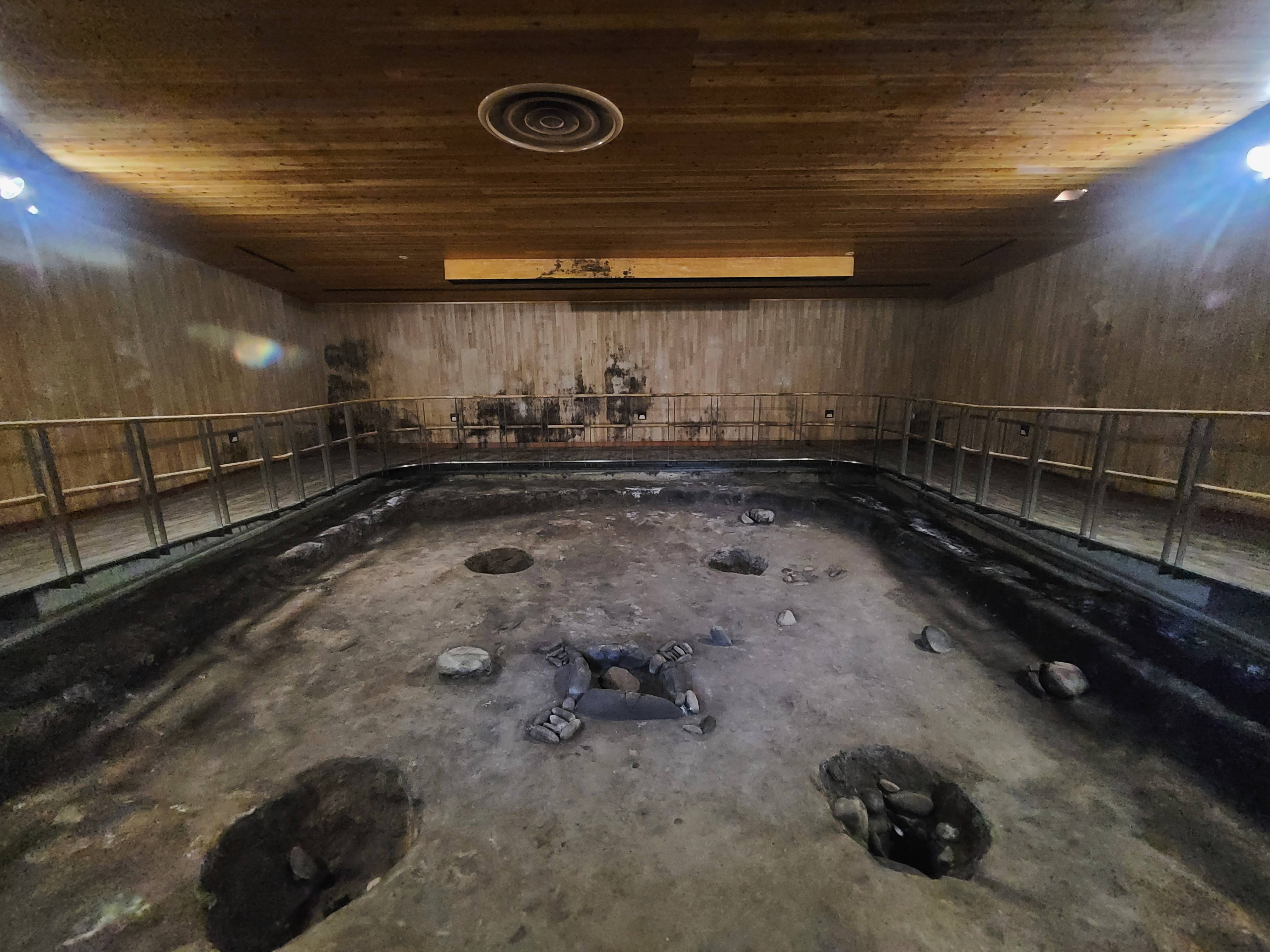
展示物